# فرانک دی. گیلروی
فرانک دی. گیلروی (انگلیسی: Frank D. Gilroy؛ ‏ ۱۳ اکتبر ۱۹۲۵ – ۱۲ سپتامبر ۲۰۱۵) کارگردان فیلم، فیلم‌نامه‌نویس، رمان‌نویس، نویسنده، نمایشنامه‌نویس، و تهیه‌کننده فیلم اهل ایالات متحده آمریکا بود.
از فیلم‌ها یا مجموعه‌های تلویزیونی که وی در آن‌ها نقش داشته‌است، می‌توان به تگزاس جان اسلاتر، ساعات دلاوری، موضوع شاخه‌های گل رز بود، تنها بازی در شهر و از ظهر تا ساعت سه اشاره نمود.
وی همچنین برندهٔ جوایزی همچون جایزه پولیتزر برای نمایش‌نامه و خرس نقره‌ای جشنواره بین‌المللی فیلم برلین شده‌است.